# Anne Stevenson
Anne Katherine Stevenson (Cambridge, 3 de gener de 1933 - 14 de setembre de 2020) fou una escriptora i poeta britànic]a, filla d'estatunidencs i educada als Estats Units.

## Biografia
Nascuda a Cambridge, de pares nord-americans, Anne era la gran de les tres filles de Charles Leslie Stevenson, un conegut filòsof analític que estudià amb Wittgenstein i GE Moore, i de Louise Destler, una escriptora inèdita. Anne Stevenson va escollir la carrera poètica ben aviat, guanyant el premi Hopwood de poesia el 1955. Criada a Nova Anglaterra, Stevenson va estudiar primer música, després literatura i història europea, a la Universitat de Michigan a Ann Arbor, on aleshores el seu pare era professor de filosofia. Poc després de graduar-se, i després de treballar com a professora a Anglaterra i els EUA, es va establir a Gran Bretanya a principis dels anys seixanta. Ha ocupat càrrecs d'escriptora en residència en diversos col·legis i universitats de tota la Gran Bretanya, on va passar la resta de la seva vida, establint-se a Durham el 1982, després de tres divorcis, amb Peter Lucas, el seu quart marit. Va morir a l'edat de vuitanta-set anys a causa d'una insuficiència cardíaca.

## Publicacions
Coneguda principalment per ser la biògrafa de Sylvia Plath, de qui el 1989 va publicar una obra polèmica sobre la seva vida anomenada Bitter Fame, Stevenson va ser principalment poeta, publicant setze col·leccions, inclosos diversos volums seleccionats i dues versions de poemes recopilats (1996, 2005), causant una profunda impressió en el panorama de la poesia britànica i nord-americana de la postguerra, tot i que la seva obra era menys coneguda als Estats Units. Va escriure el seu primer llibre de poemes, Living in America, el 1965. El seu segon llibre, publicat el 1966, va ser de crítica literària: un dels primers estudis de llarga durada de la poeta Elizabeth Bishop. El 1969 va escriure un altre poemari, The Dear Ladies of Cincinnati. Destaca també la seva seqüència de poemes epistolaris, Correspondences (1974), que es diferencia dels seus altres llibres, perquè les seves parts entrellaçades formen una narració complexa.

## Reconeixements
- Premi Avery i Jules Hopwood, Universitat de Michigan (1950, 1952, 1954)
- Premi Scottish Arts Council (1974)
- Premi Welsh Arts Council (1980)
- Premi Literari de la fundació Northern Rock (2002)